# National Geographic Channel
National Geographic Channel, abreviat comercialment Nat Geo, és un canal de televisió de pagament que emet programes de no ficció produïts per la National Geographic Society. Està especialitzat en documentals de diverses temàtiques, sobretot naturalesa, ciència, cultura i història.

## Emissions
Al mes de setembre de 1997, comencen les primeres emissions de National Geographic Channel a diversos països europeus i a Austràlia. Al juliol de l'any següent, National Geographic Channel Asia s'emet conjuntment amb STAR TV (abans de ser reemplaçada per NBC Asia Channel). Avui en dia el canal està disponible en 143 països i en 25 llengües, vist en uns 160 milions de llars.
Als Estats Units va ser llançat el gener de 2001, en copropietat entre National Geographic Television & Film i Fox Cable Networks. La primera proveeix de continguts i la segona s'encarrega de la distribució, el màrqueting i el comerç publicitari.
Al Canadà, el canal és propietat de Canwest i de National Geographic Channel USA, metre que les versions europees són operades conjuntament amb la companyia germana de Fox, la British Sky Broadcasting (BSkyB) (venuda a Fox el 2007). Això inclou la versió en anglès per al Regne Unit, Irlanda i Islàndia. A Austràlia, és distribuïda per Foxtel, Optus, Austar, Neighbourhood Cable, TransTV i SelecTV. En aquesta versió hi ha presentadors nadius que realitzen tasques promocionals o d'introducció a certs programes, sèries i especials. A Nova Zelanda, es difon en SKY Network Television i TelstraClear InHomeTV.
A Sud-àfrica, el canal és distribuït per Digital Satellite Television, i la versió en àrab per a Orient mitjà és emesa lliure pel Nilesat com a National Geographic Abu Dhabi. És co-propietat de 
National Geographic Society/Fox International Channels i Abu Dhabi Media Company.

## Altres canals de National Geographic

### Nat Geo Music
Designat per oferir espais musicals per a segells independents locals.

### Nat Geo Junior
Creat específicament per als infants i adolescents.

### National Geographic Channel
National Geographic Channel HD (NGC HD) és un sumulcast d'Alta Definició 720p de Nat Geo. És disponible en aquells països amb proveïdors de satèl·lit DirecTV i Dish Networks així com a diversos proveïdors de cable.